# Пиерия
Пиери́я (греч. Νομός Πιερίας) — до 2011 года ном, после — периферийная единица в Греции на юге Центральной Македонии. Население 126 412 жителей по переписи 2011 года. Площадь 1516,702 квадратного километра. Плотность 83 человека на квадратный километр. Административный центр — Катерини. По программе Калликратиса 31 декабря 2010 года административное деление Греции на номы было упразднено, номы стали периферийными единицами.
В Пиерии находится множество археологических памятников, из которых наиболее известны античные города Дион и Археа-Пидна, средневековая крепость Платамон. На юге периферийной единицы расположена самая высокая гора Греции — Олимп. На западе располагаются горы Пиерия. Пиерия — центр пляжного, экологического, культурного и спортивного (альпинизм, лыжный спорт) туризма.

## Экология
Гора Олимп — не только исторический символ Греции, но и памятник природы. Расположенный в пределах периферийной единицы Пиерия и частично в пределах периферийной единицы Лариса в периферии Фессалия национальный парк «Олимп» характеризуется огромным биоразнообразием. Здесь встречаются 1700 видов растений (соответствует 25 % всех видов встречающихся в Греции), 23 из которых эндемики местного происхождения. Фауна представлена 8 видами амфибий, 22 видами пресмыкающихся, 32 видами диких млекопитающих, 136 видами птиц.

## История
Регион, известный как Пиерия, обязан своим названием фракийскому племени пиерийцев, или пиеридов (др.-греч. Πίερες), вытесненному македонянами с родных мест в VIII веке до н. э. (Первоначально пиерийцы размещались в низовьях реки Стримон, на склонах горы Пангеон). У Гомера название «Пиерия» этимологически связано с др.-греч. πῖαρ — тучность, плодородие, а область обитания пиерийцев описана как ἄρουρα πίειρα — обильная (плодородная) земля.

## Административное деление

Административное деление нома Пиерия

До 2011 года ном Пиерия делился на 13 общин (димов):
| Община            | Население (2001), человек | Площадь, км² | С 2011 года     |
| ----------------- | ------------------------- | ------------ | --------------- |
| Катерини          | 57 098                    | 93,659       |                 |
| Анатолики-Олимбос | 8198                      | 152,939      | Дион-Олимбос    |
| Дион              | 10 885                    | 172,743      | Дион-Олимбос    |
| Колиндрос         | 4879                      | 124,639      | Пидна-Колиндрос |
| Коринос           | 6657                      | 70,909       | Катерини        |
| Литохорон         | 6789                      | 169,632      | Дион-Олимбос    |
| Метони            | 3537                      | 34,286       | Пидна-Колиндрос |
| Паралия           | 6150                      | 24,344       | Катерини        |
| Петра             | 5896                      | 219,318      | Катерини        |
| Пиерия            | 2547                      | 112,943      | Катерини        |
| Пидна             | 3730                      | 105,059      | Пидна-Колиндрос |
| Эйинион           | 5007                      | 75,541       | Пидна-Колиндрос |
| Элафос            | 5039                      | 160,690      | Катерини        |

## Население
| Год  | Население, человек | Население, человек          |
| Год  | Ном Пиерия         | Периферийная единица Пиерия |
| ---- | ------------------ | --------------------------- |
| 1991 | 113 502            |                             |
| 2001 | 126 412            |                             |
| 2011 |                    | ↗ 126 698                   |